# Audience (chanson)
Pour les articles homonymes, voir Audience.
Singles de Ayumi Hamasaki
Surreal
(2000) M
(2000)
Audience (stylisé AUDIENCE) est le 18e single de Ayumi Hamasaki sorti sous le label Avex Trax, ou son 19e single au total en comptant Nothing from Nothing.

## Présentation
Le single sort le 1er novembre 2000 au Japon sous le label Avex Trax, produit par Masato Matsūra. Il ne sort qu'un mois après le précédent single de la chanteuse, Surreal, et un mois après son album Duty où figurait déjà sa chanson-titre. Comme ceux de ses précédents singles déjà parus en albums ("recut singles"), il est édité à seulement 300 000 exemplaires.
Il atteint la 2e place du classement de l'Oricon. Il se vend à 188 420 exemplaires la première semaine, et reste classé pendant huit semaines, pour un total de 292 950 exemplaires vendus durant cette période. Contrairement aux autres singles de cette période, il ne sort pas également au format vidéo, aucun clip vidéo de la chanson-titre n'ayant été tourné. Une autre version du single au format maxi 45 tours vinyle sortira deux mois plus tard, le 27 décembre 2000.
Bien que officiellement présenté comme un single, le disque contient en fait onze titres, pour un total de près d'une heure d'écoute : la chanson-titre (Audience - Dave Ford mix), six versions remixées en plus de sa version instrumentale, deux remix de la chanson du précédent single Surreal, et une version uniquement vocale de celle du single d'avant : Seasons. 
La chanson-titre originale figure donc sur l'album Duty, et figurera aussi sur la compilation A Complete: All Singles de 2008. Elle sera également remixée sur quatre albums de remix de 2001 et 2002 : Ayu-mi-x III Non-Stop Mega Mix Version, Super Eurobeat presents ayu-ro mix 2, Cyber Trance presents ayu trance, et Cyber Trance presents ayu trance 2.

## Liste des titres
Toutes les paroles sont écrites par Ayumi Hamasaki, toute la musique est composée par D・A・I, sauf titre N°2 par Kazuhito Kikuchi.
| 1.  | Audience "Dave Ford mix" (AUDIENCE…)       | Mix : Dave Ford        | 4:08 |
| 2.  | Surreal "Sample MadnesS remix" (SURREAL…)  | Eboman                 | 5:30 |
| 3.  | Audience "Keith Litman's radio mix"        | Keith Litman           | 3:53 |
| 4.  | Audience "Feelin' U mix"                   | Katsuya                | 6:29 |
| 5.  | Audience "Genius Rock Big Beat mix"        | Genius Rock            | 5:34 |
| 6.  | Surreal "Paranoid Andoroid mix"            | Ko-I                   | 5:38 |
| 7.  | Audience "Scud Formant mix"                | Naoki Atsumi           | 5:45 |
| 8.  | Audience "Hal's mix 2000"                  | HΛL                    | 4:16 |
| 9.  | Audience "Dub's Floor remix Transport 004" | Izumi "D.M.X" Miyazaki | 8:37 |
| 10. | Audience "Dave Ford mix – instrumental"    | Mix : Dave Ford        | 4:16 |
| 11. | Seasons "vocal track" (SEASONS…)           |                        | 2:59 |

## Édition vinyle
Singles par Ayumi Hamasaki
Surreal M
Audience (AUDIENCE) est un maxi 45 tours au format vinyle de Ayumi Hamasaki.
Il sort en édition limitée le 27 décembre 2000 au Japon sous le label indépendant Rhythm Republic affilié à Avex Trax, le même jour que la version vinyle du single Surreal. 
Il contient la chanson-titre originale ("Dave Ford Mix") précédée de deux versions remixées dont une de la chanson-titre du single Surreal ; celle de Surreal et la chanson-titre étaient déjà parues sur le 18e single CD homonyme de la chanteuse sorti deux mois plus tôt, le 1er novembre 2000, tandis que la version remixée par Keith Litman du titre Audience est une version rallongée d'une de celles présentes sur le CD : Audience "Keith Litman's Radio Mix".
| 1. | Audience "Keith Litman's Big City Club mix" | 8:33 |

| 1. | Surreal "Sample Madness remix" | Eboman          | 5:30 |
| 2. | Audience "Dave Ford Mix"       | Mix : Dave Ford | 4:08 |